# Fuenteguinaldo
Fuenteguinaldo é um município da Espanha na província de Salamanca, comunidade autónoma de Castela e Leão, de área 101,61 km² com população de 804 habitantes (2007) e densidade populacional de 8,56 hab/km².

## Demografia
| Variação demográfica do município entre 1991 e 2004 | Variação demográfica do município entre 1991 e 2004 | Variação demográfica do município entre 1991 e 2004 | Variação demográfica do município entre 1991 e 2004 |
| --------------------------------------------------- | --------------------------------------------------- | --------------------------------------------------- | --------------------------------------------------- |
| 1991                                                | 1996                                                | 2001                                                | 2004                                                |
| 1088                                                | 1012                                                | 881                                                 | 872                                                 |